# آرابسک (فیلم)
آرابسک (ترکی استانبولی: Arabesk) فیلمی در ژانر کمدی به کارگردانی ارتم اقیلمز است که در سال ۱۹۸۹ منتشر شد.

## بازیگران
- مژده آر
- شنر شن
- اوقور یوجل
- راسیم اوزتکین
- قادر ساوون
- منیر اوزکول